# Поцьвярдувка
Поцьвярдувка (пол. Poćwiardówka) — село в Польщі, у гміні Бжезіни Бжезінського повіту Лодзинського воєводства.
Населення — 158 осіб (2011).
У 1975-1998 роках село належало до Скерневицького воєводства.

## Демографія
Демографічна структура станом на 31 березня 2011 року:
|          | Загалом | Допрацездатний вік | Працездатний вік | Постпрацездатний вік |
| -------- | ------- | ------------------ | ---------------- | -------------------- |
| Чоловіки | 74      | 5                  | 55               | 14                   |
| Жінки    | 84      | 15                 | 37               | 32                   |
| Разом    | 158     | 20                 | 92               | 46                   |